# Felix Wankel
Felix Heinrich Wankel (Lahr, Alemanha, 13 de agosto de 1902 — Heidelberg, 9 de outubro de 1988) foi um engenheiro alemão, criador do motor rotativo conhecido por motor Wankel.

## Wankel e oNSDAP
Durante o início da década de 1920, Wankel foi membro de várias organizações anti-semitas radicais. Em 1921 ele se juntou à filial de Heidelberg do Deutschvölkischer Schutz-und Trutzbund e em 1922 tornou-se membro do NSDAP, o Partido Nacional Socialista dos Trabalhadores Alemães (ou "Partido Nazista"), que foi proibido logo depois. Wankel fundou e liderou grupos de jovens associados a uma organização de encobrimento do NSDAP. Com eles, ele conduziu treinamento paramilitar, jogos de reconhecimento e caminhadas noturnas. Quando sua alta estima por inovações técnicas não foi amplamente compartilhada entre o Movimento Juvenil Alemão, foi oferecida a ele a oportunidade de falar sobre a questão da tecnologia e educação para Adolf Hitler e outros nacional-socialistas importantes em 1928.
Nesse ínterim, a mãe de Wankel ajudou a fundar o capítulo local do NSDAP em sua cidade natal, Lahr. Aqui, Wankel não apenas voltou ao partido em 1926, mas também conheceu o Gauleiter Robert Heinrich Wagner. Em 1931, Wagner confiou a Wankel a liderança da Juventude Hitlerista em Baden. Mas os dois logo se desentenderam, porque Wankel tentou colocar uma ênfase mais forte no treinamento militar, enquanto Wagner desejava que a Juventude Hitlerista fosse uma organização principalmente política. Em uma controvérsia particularmente amarga e feia, Wankel acusou Wagner publicamente de corrupção. Wagner retribuiu, destituindo Wankel de seu cargo no início de 1932 e conseguiu expulsá-lo do partido em outubro de 1932. Wankel, que simpatizava com a ala social-revolucionária do NSDAP, da qual Gregor Strasser fazia parte, então fundou seu próprio grupo dissidente nacional-socialista em Lahr e continuou seus ataques a Wagner. Desde que a tomada do poder pelos nazistas em 30 de janeiro de 1933, reforçando sua posição, Wagner prendeu Wankel na prisão de Lahr em março de 1933. Somente por intervenção do conselheiro econômico de Hitler, Wilhelm Keppler com o próprio Hitler, Wankel foi libertado em setembro de 1933. Keppler era amigo de Wankel e um defensor fervoroso de seus esforços tecnológicos desde 1927. Ele ajudou Wankel a obter contratos estaduais e seu próprio Wankels Versuchs Werkstätten em Lindau. Wankel tentou voltar ao NSDAP em 1937, mas foi recusado. Com a ajuda de Keppler, entretanto, ele foi admitido na SS em 1940 no posto de Obersturmbannführer. Dois anos depois, sua associação foi revogada por razões desconhecidas.

## Carreira

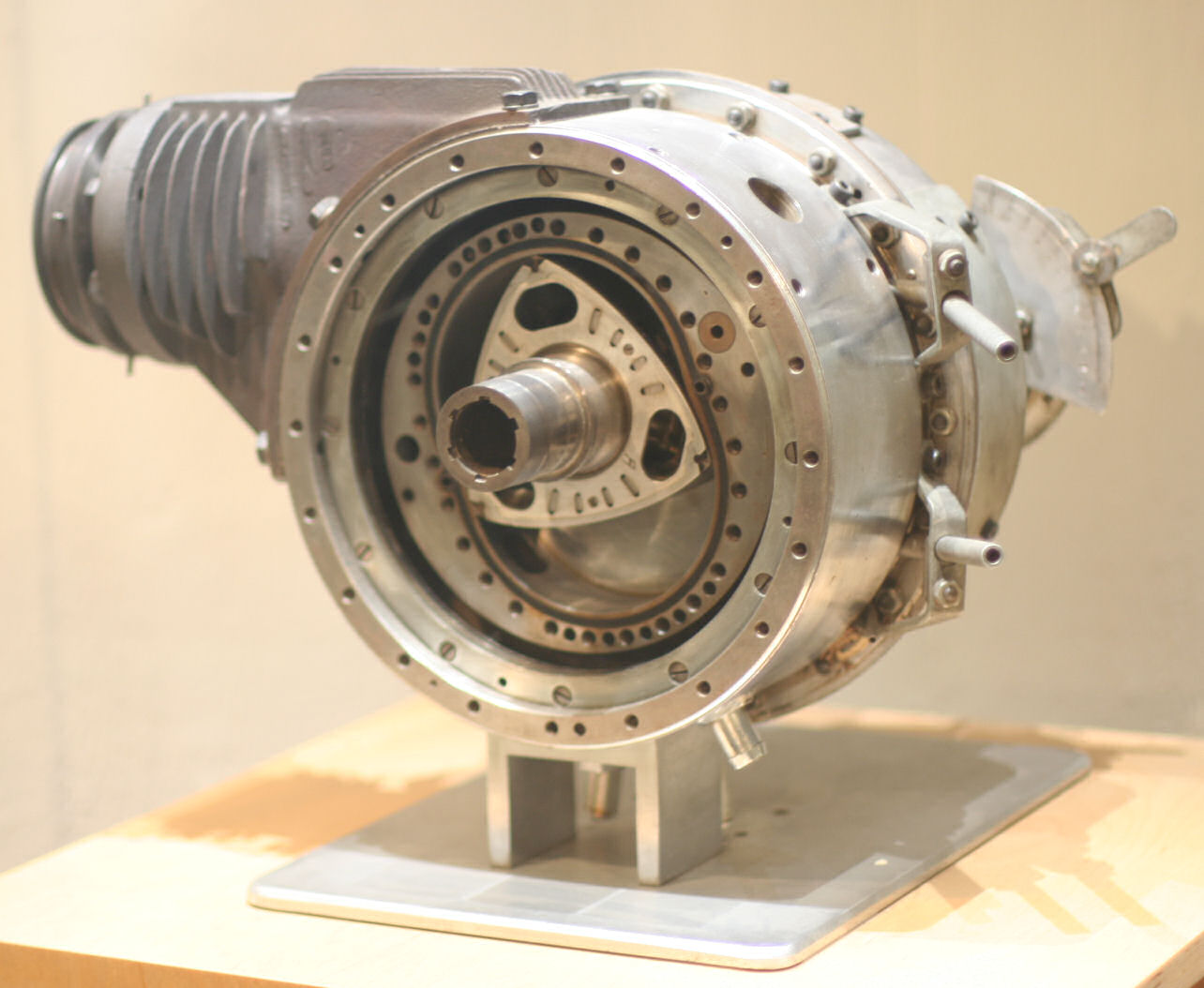
Motor Wankel, tipo DKM54 (1957)

Durante a Segunda Guerra Mundial, Wankel desenvolveu selos e válvulas rotativas para aeronaves da Força Aérea Alemã e torpedos da Marinha, para BMW e Daimler-Benz. Após a guerra, ele foi preso pela França por alguns meses em 1945 e seu laboratório foi fechado pelas tropas de ocupação francesas. O trabalho de Wankel foi confiscado e ele foi proibido de fazer mais trabalhos. No entanto, em 1951, ele obteve financiamento da empresa Goetze AG para fornecer o novo Centro de Desenvolvimento Técnico em sua casa particular em Lindau, no Lago Constança. Ele começou o desenvolvimento do motor na NSU Motorenwerke AG, levando ao primeiro protótipo em execução em 1 de fevereiro de 1957. Ao contrário dos motores Wankel modernos, esta versão de 21 cavalos tinha o rotor e a carcaça girando. Seu projeto de motor foi licenciado pela primeira vez por Curtiss-Wright em Nova Jersey, Estados Unidos.
Em 19 de janeiro de 1960, o motor rotativo foi apresentado pela primeira vez a especialistas e à imprensa em uma reunião do German Engineers' Union no Deutsches Museum em Munique. No mesmo ano, com o KKM 250, o primeiro motor rotativo prático foi apresentado em um NSU Prinz convertido. Nessa época, o "motor Wankel" tornou-se sinônimo de motor rotativo, enquanto anteriormente era chamado de "Motor nach System NSU / Wankel". No IAA de 1963, a empresa NSU apresentou o NSU Wankel-Spider, o primeiro veículo de consumo, que entrou em produção em 1964. Grande atenção foi recebida pela NSU em agosto de 1967 para o muito moderno NSU Ro 80, que tinha um motor de 115 cavalos com dois rotores. Foi o primeiro carro alemão selecionado como "Carro do Ano" em 1968.

No Japão, o fabricante Mazda resolveu o problema das marcas de vibração do motor, reduzindo o peso das vedações de vértice, que o fazia entrar em vibrações ressonantes. O motor foi usado com sucesso pela Mazda em várias gerações de sua série RX de coupés e sedans, incluindo o Mazda Cosmo, R100, o RX-7 e mais recentemente o RX-8. A Mercedes-Benz completou seu modelo experimental C111 em 1969 com motor Wankel de 3 rotores. Em 1970, o próximo modelo tinha um motor Wankel de 4 rotores e podia atingir a velocidade máxima de 290 km/h, mas nunca chegou à produção em série.

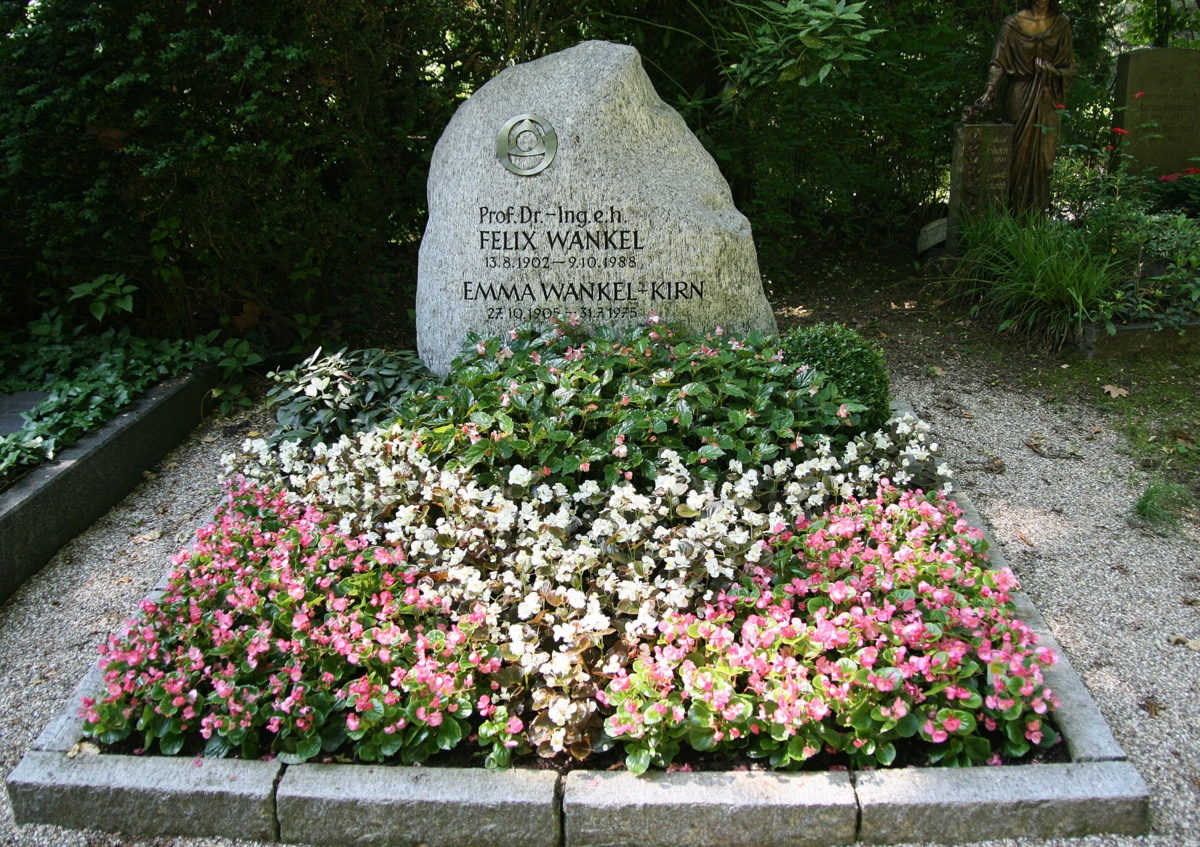
Sepultura de Felix Wankel no Bergfriedhof (Heidelberg)

Wankel se tornou um sucesso nos negócios, garantindo contratos de licença em todo o mundo. Em 1958, Wankel e seus sócios fundaram a empresa "Wankel GmbH", fornecendo a Wankel uma parte dos lucros para a comercialização do motor. Entre os licenciados estavam Daimler-Benz desde 1961, General Motors desde 1970, Toyota desde 1971, entre aqueles que pagaram taxas mais altas pelos direitos de Wankel RCE estava uma empresa de engenharia estatal do DDR. Os royalties para a Wankel GmbH pelo licenciamento foram de 40%, depois 36%. Em 1971, Wankel vendeu sua parte dos royalties da licença por 50 milhões de marcos alemães ao conglomerado inglês Lonrho. No ano seguinte, ele conseguiu seu Centro de Desenvolvimento Técnico de volta da Sociedade Fraunhofer.
A partir de 1986, o Felix Wankel Institute cooperou com a Daimler Benz AG. O DB forneceu os custos operacionais em troca dos direitos de pesquisa. Ele vendeu o Instituto para a Daimler Benz por 100 milhões de marcos.